# UFC on ESPN: Covington vs. Buckley
UFC en ESPN: Covington vs. Buckley (también conocido como UFC en ESPN 63) fue un evento de artes marciales mixtas producido por Ultimate Fighting Championship que se llevó a cabo el 14 de diciembre de 2024 en el Amalie Arena en Tampa, Florida, Estados Unidos.

## Antecedentes
El evento marcaba la cuarta visita de la promoción a Tampa y la primera desde UFC Fight Night: Joanna vs. Waterson en octubre de 2019.
Se esperaba que una pelea de peso welter entre Joaquin Buckley e Ian Garry encabezara el evento. Sin embargo, Garry fue retirado para pelear contra Shavkat Rakhmonov en UFC 310 una semana antes y fue reemplazado por Colby Covington.
Originalmente se había informado que una pelea de peso gallo entre Umar Nurmagomedov y Song Yadong encabezaría el evento. Sin embargo, la pelea fue cancelada debido a que Song estaba lesionado.
Una pelea de peso mosca femenino entre Tracy Cortez y Miranda Maverick estaba originalmente programada para llevarse a cabo en UFC on ESPN: Lemos vs. Jandiroba en julio, pero Cortez fue retirada de la contienda para servir como reemplazo contra Rose Namajunas una semana antes en UFC on ESPN: Namajunas vs. Cortez. Luego se esperaba que se enfrentaran en este evento. Sin embargo, Cortez se vio obligada a retirarse debido a problemas de salud que requirieron que se sometiera a una cirugía y fue reemplazada por la ex campeona de peso mosca femenino de LFA Jamey-Lyn Horth.
Para este evento estaba prevista una pelea de peso gallo entre Said Nurmagomedov y Daniel Marcos. Sin embargo, Nurmagomedov se retiró de la pelea por razones desconocidas y fue reemplazado por Adrian Yanez.
Se programó una revancha de peso paja femenino entre Mackenzie Dern y Amanda Ribas para este evento. El dúo se enfrentó previamente en la última visita de la promoción a Tampa, cuando Ribas ganó por decisión unánime.

## Resultados
1. ↑  A Silva le descontaron 1 punto en el segundo round debido a un golpe en la ingle.

## Bonificaciones
Los siguientes peleadores recibieron bonificaciones de 50.000 dólares.
- Pelea de la Noche: Cub Swanson vs. Billy Quarantillo
- Actuación de la Noche: Dustin Jacoby and Michael Johnson